# Cleopatra VII in marmo (89.2.660)
La statua di Cleopatra VII (89.2.660) è un'antica statua egizia in marmo o calcare dolomitico raffigurante Cleopatra VII Tea Filopatore (51–30 a.C.), più nota come Cleopatra, ultima sovrana della Dinastia tolemaica (XXXIII dinastia egizia).

## Descrizione
La statua è mancante dalle caviglie in giù; danni minori si trovano anche sulla superficie del resto dell'opera: per esempio sul seno destro. Il pilastrino dorsale non reca alcun'iscrizione geroglifica, ma sul braccio destro è presente un cartiglio (erroneamente orientato e di autenticità discussa) recante il nome di Cleopatra; il braccio è rigidamente disteso lungo il fianco e la mano è aperta anziché, come sarebbe stato più tipico, chiusa a pugno. Il braccio sinistro è avvolto intorno a una cornucopia: elemento tipicamente greco e presente nella statuaria regale ellenica. Pure il panneggio risente dei modelli stilistici greci: passa sopra alla spalla destra e forma un nodo appena sopra al seno destro. Il viso è largo, così come il taglio degli occhi; la bocca lineare e sottile, il naso minuto e lievemente all'insù. Il capo della sovrana è sormontato da una pesante parrucca dalle ciocche a spirale completata, sulla fronte, da riccioli a forma di guscio di chiocciola; la parrucca è stretta al capo da un diadema con tre urei consecutivi. Un'ulteriore corona egizia è oggi scomparsa.

### Identificazione
L'identificazione della donna raffigurata come Cleopatra VII si basa sul triplo ureo e su altre caratteristiche stilistiche quali la posa della mano, aperta anziché chiusa a pugno, e il design della parrucca. Anche il viso fornisce indizi in tal senso: gli occhi grandi e la bocca sottile sono comuni, appunto, della statuaria del I secolo a.C. Il triplo ureo è stato correttamente individuato nei ritratti scultorei in stile egizio di tutte le ultime regine tolemaiche. Infine, un dibattuto cartiglio sulla superficie del braccio destro reca proprio il nome regale di Cleopatra VII. 

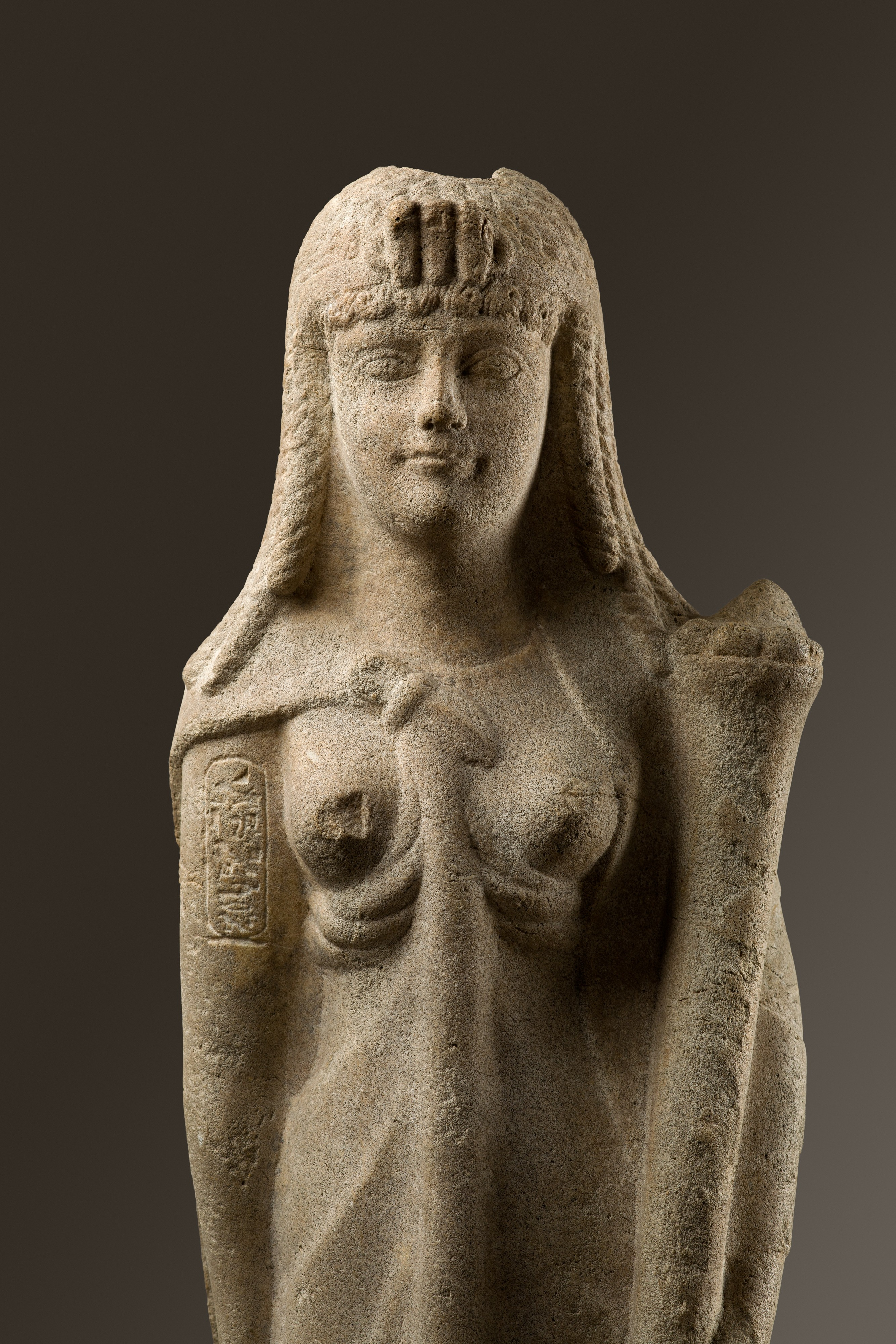
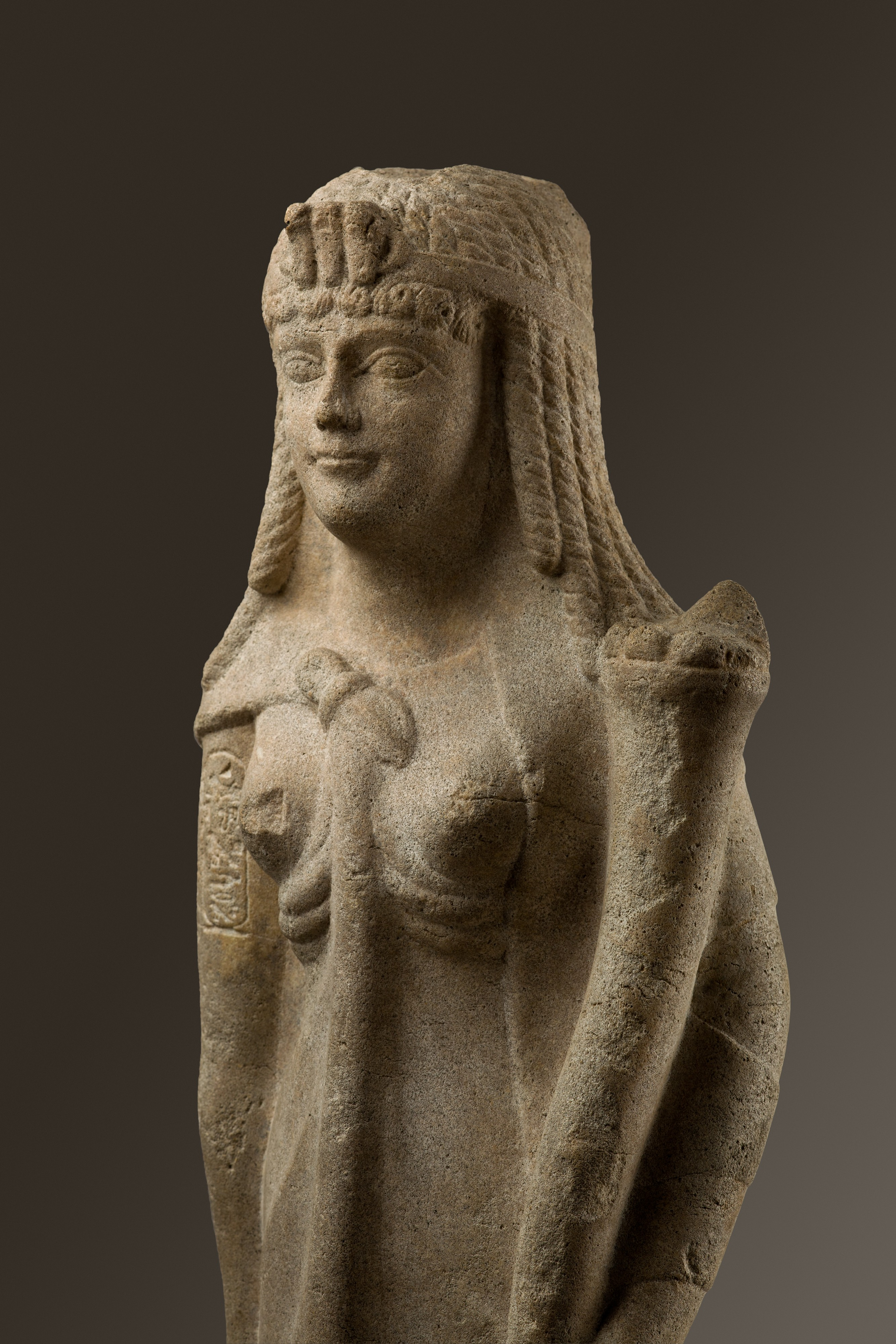
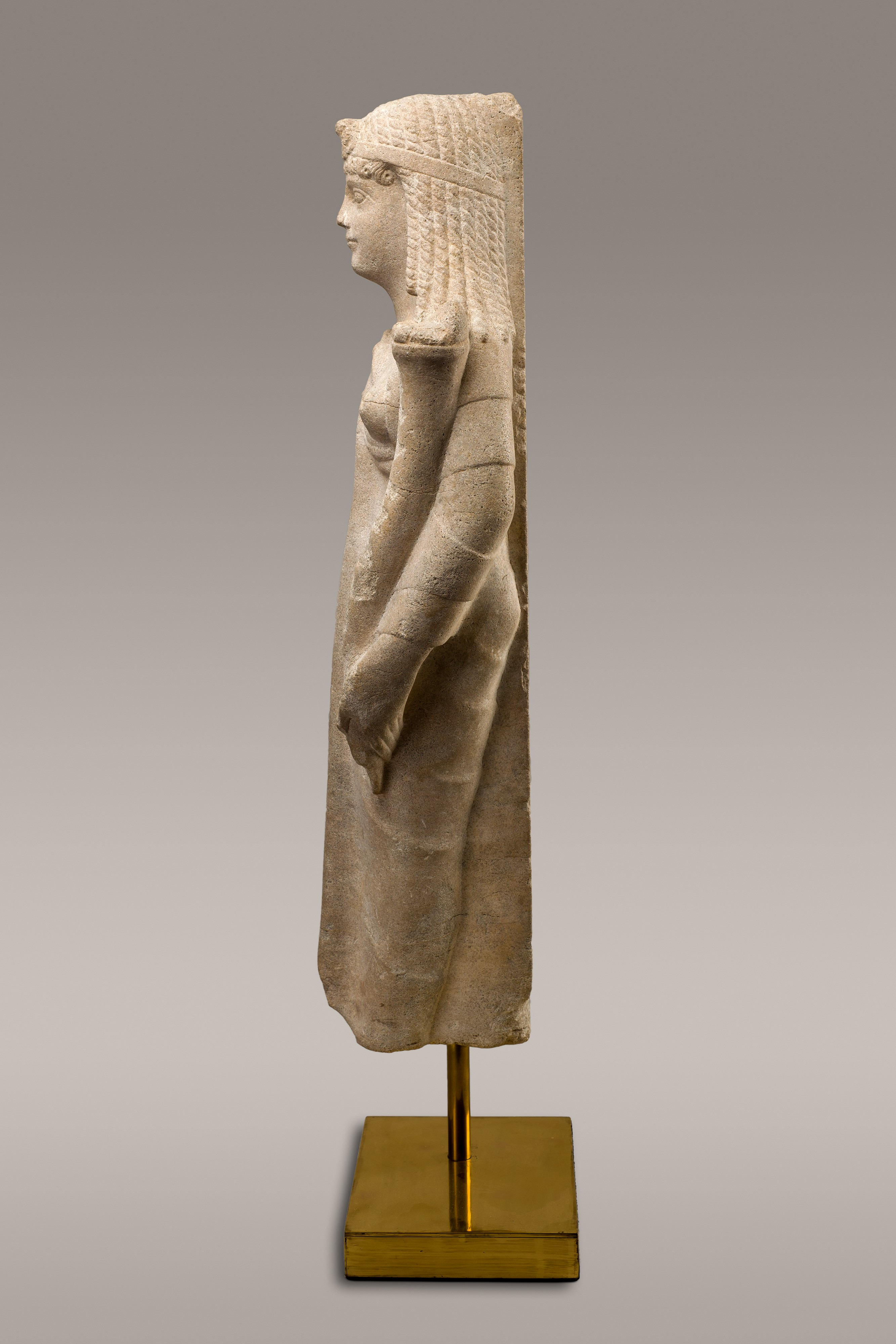
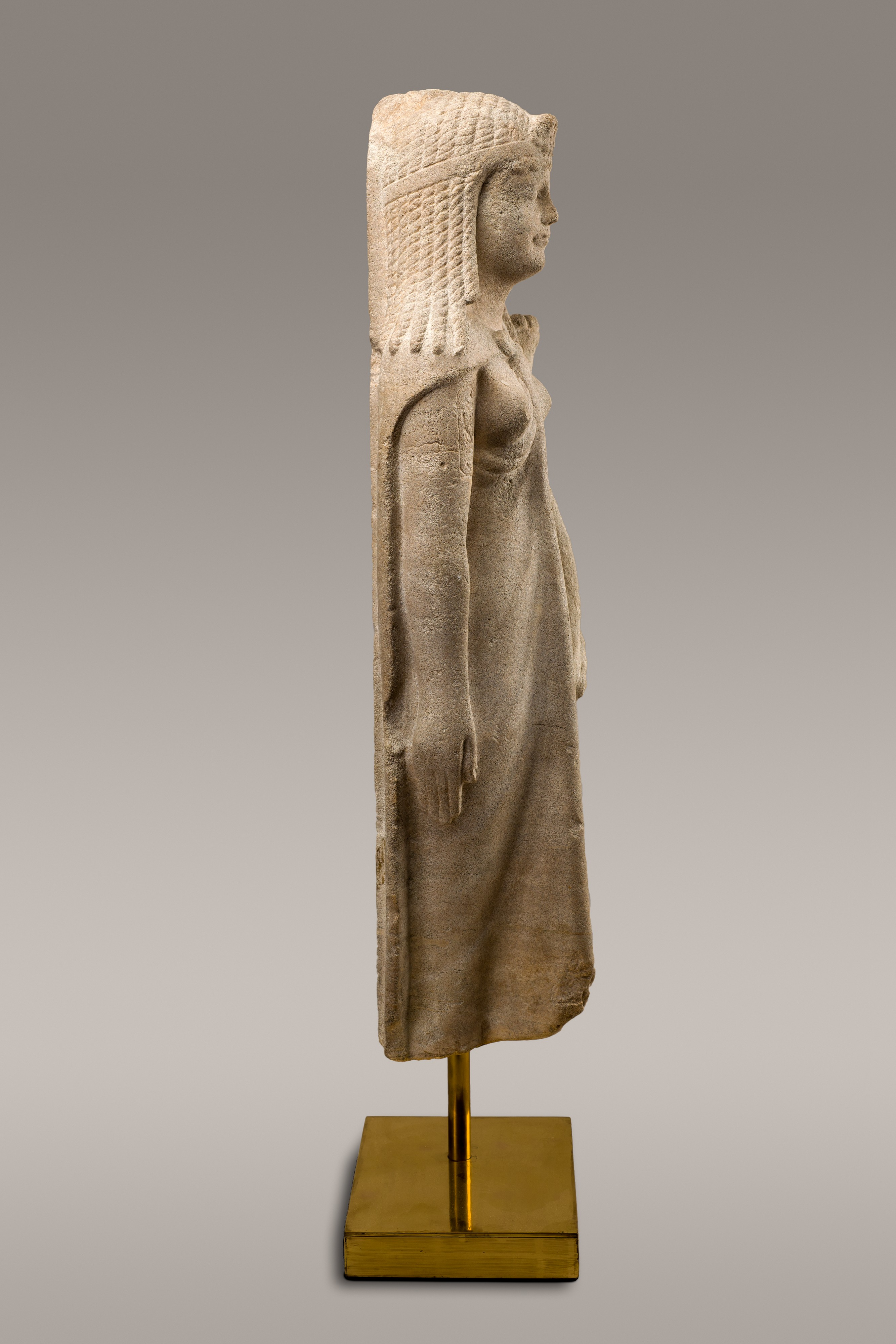
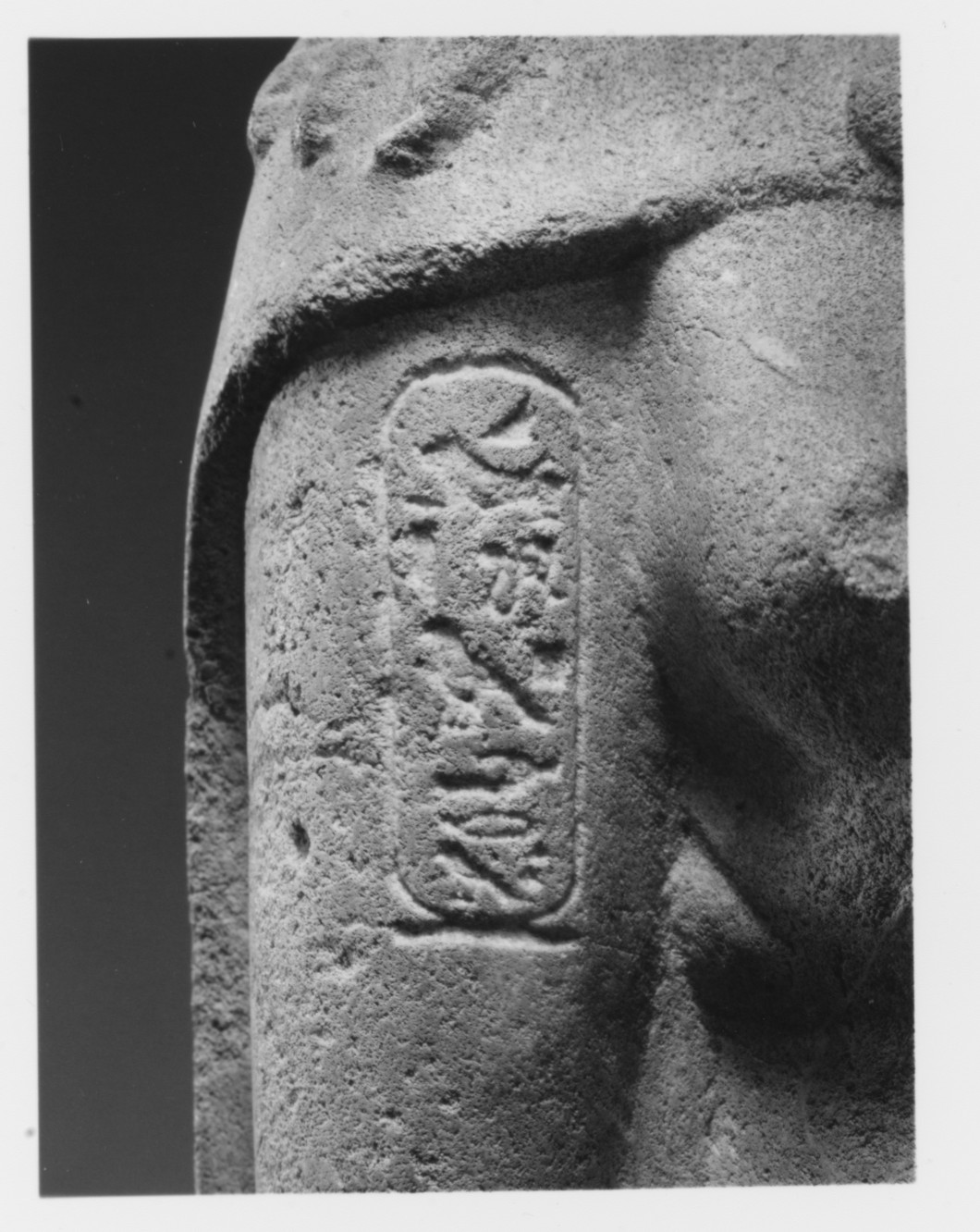
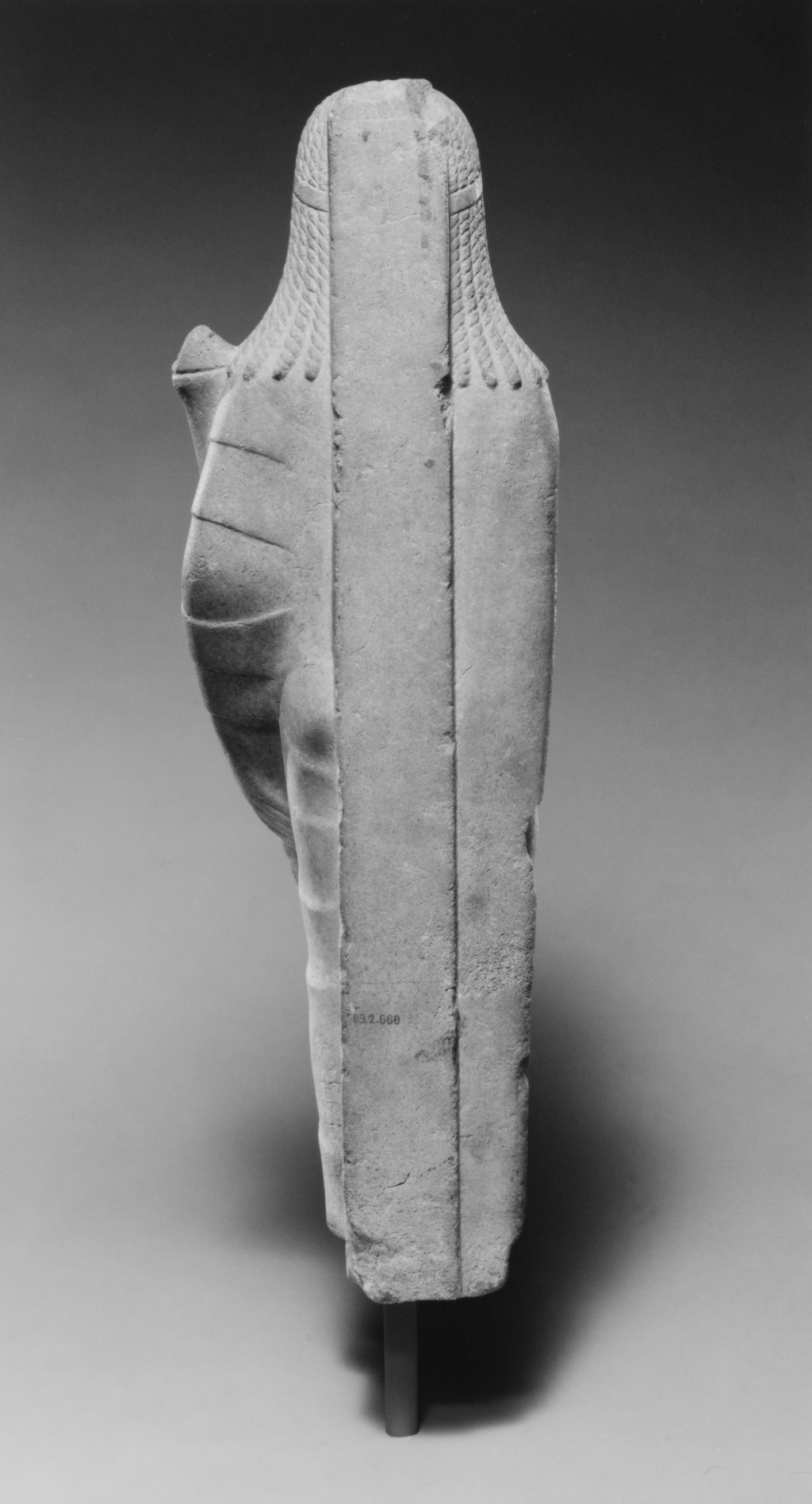